# Eumantispa fuscata
Eumantispa fuscata is een insect uit de familie van de Mantispidae, die tot de orde netvleugeligen (Neuroptera) behoort. 
Eumantispa fuscata is voor het eerst wetenschappelijk beschreven door Navás in 1914.